# Chuck
Chuck este un serial de comedie-acțiune american creat de Josh Schwartz și Chris Fedak. În serial este vorba despre un tânăr obișnuit ce primește un e-mail codat de la un vechi prieten din universitate ce acum lucrează pentru CIA; mesajul întipărește singura copie a celor mai mari secrete ale lumii în creierul lui Chuck.
Produs de  College Hill Pictures, Wonderland Sound and Vision și Warner Bros. Television, serialul a avut premiera în America pe 24 septembrie 2007 pe NBC. Chiar dacă NBC a comandat un sezon întreg (de 22 episoade), primul sezon a avut doar 13 episoade din cauza grevei scriitorilor din America. Cel de-aal doilea sezon a început pe 29 septembrie 2008 și conține 22 de episoade..
După o campanie de 2 luni, realizată de fani, numită „Salvați-l pe Chuck”, NBC a mai comandat un sezon (al 3-lea) de 13 episoade.  Pentru a ajuta la acoperirea costurilor celui de-al treilea sezon, a fost realizată o înțelegere între NBC și Lanțul de restaurante Subway. Acest lucru înseamnă că probabil sezonul trei va începe în martie 2010 (sau mai devreme) în intervalul orar normal (luni la 20:00 - SUA).

## Intriga
Chuck Bartowski (Zachary Levi) este un tânăr de douăzeci și ceva de ani din Burbank, CA ce lucrează, împreună cu prietenul lui cel mai bun, Morgan Grimes (Joshua Gomez), ca reparator de calculatoare la Nerd Herd în magazinul local Buy More (o parodiere a magazinului Best Buy),. Sora lui Chuck, Ellie (Sarah Lancaster) este un doctor ce-l îndeamnă mereu să facă progrese în plan profesional și romantic. Împreună cu ei stă și soțul lui Ellie - Devon "Captain Awesome" Woodcomb (Ryan McPartlin). În noaptea zilei sale de naștere, Chuck primește un e-mail de la Bryce Larkin (Matthew Bomer), fostul său coleg de cameră de la Universitatea Stanford, care acum este un agent secret CIA. Când îl deschide, întreaga bază de date a secretelor guvernului SUA - aflate într-un supercomputer numit The Intersect — este inscripționată în creierul lui. National Security Agency (NSA) și CIA vor să recupereze datele trimițând fiecare cei mai buni agenți ai lor: Major John Casey (Adam Baldwin) și Sarah Walker (Yvonne Strahovski).
Pentru că informațiile au fost distruse de Bryce, iar Chuck își aduce aminte diferite imagini („flashes”) din e-mailul primit la influența unor factori (fețe, voci, cuvinte, obiecte), el trebuie să folosească acele informații pentru a prinde diferiți răufăcători. Pentru a-și proteja familia, Chuck trebuie să păstreze acest lucru secret față de ei și de prieteni, forțându-i pe agenții Casey și Sarah să lucreze sub acoperire, Sarah devine prietena lui și își ia o slujbă la un restaurant local (fost Winenerlicious, prezent Orange Orange), iar Casey primește o slujbă la Buy More, amândoi având misiunea de a sta cu ochii pe Chuck.
Între timp, guvernul încearcă să reconstruiască computerul Intersect. Casey primește ordin să-l omoare pe Chuck imediat ce computerul este terminat. Dar, în primul episod al sezonului 2, Intersectul este distrus, iar Chuck rămâne în viață.
În continuare este arătat că Bryce este încă în viață și că o agenție secretă de spioni numită „Fulcrum” îl caută crezând că Intersect-ul este încă la el. Mai mulți agenți Fulcrum au descoperit că Chuck este adevăratul intersect, dar au fost prinși sau omorâți înainte de a transmite informația.
Se arată și că Fulcrum încearcă să-și construiască propriul Intersect și cred că CIA au încetat cercetările. În episodul „Chuck Versus the Suburbs” (din 16 februarie 2009), toate secretele din Intersectul Fulcrumului sunt implantate în capul lui Chuck. În cele din urmă, tatăl lui Chuck și creatorul Intersectului Steven Bartowski (a.k.a. "Orion") reușește să scoată toate informațiile din capul lui Chuck; dar, în finalul sezonului 2, „Chuck Versus the Ring” (27 aprilie 2009), Chuck își încarcă voluntar noul intersect în creier, ce-i permite să folosească și abilități fizice (ex: karate).

## Actorii și personajele
- Zachary Levi – Charles "Chuck" Bartowski
- Yvonne Strahovski – Agent Sarah Walker
- Adam Baldwin – Colonel John Casey (formerly Major)
- Joshua Gomez – Morgan Grimes
- Sarah Lancaster – Dr. Eleanor "Ellie" Bartowski-Woodcomb
- Ryan McPartlin – Dr. Devon "Captain Awesome" Woodcomb
- Mark Christopher Lawrence – Michael "Big Mike" Tucker
- Vik Sahay – Lester Patel
- Scott Krinsky – Jeffrey "Jeff" Barnes
- Julia Ling – Anna Wu
- Tony Hale – Emmett Milbarge
- Bonita Friedericy – Brigadier General Diane Beckman